# Neutropènia
La neutropènia és una concentració baixa de neutròfils (un tipus de glòbul blanc) en la sang. Els neutròfils serveixen com defensa contra les infeccions i destrueixen els bacteris, fragments bacterians i virus units a les immunoglobulines. Els pacients amb neutropènia són més susceptibles a les infeccions bacterianes i, sense atenció mèdica, aquesta condició pot amenaçar la vida (sèpsia neutropènica).
La neutropènia pot ser aguda, temporal o crònica. Aquest terme sovint s'usa intercanviable amb el de leucopènia (dèficit en el nombre de glòbuls blancs), però que no és el mateix.
La disminució de la producció de neutròfils s'associa amb deficiències de vitamina B12 i àcid fòlic, anèmia aplàstica, tumors, fàrmacs, malalties metabòliques, deficiència nutricional i mecanismes immunitaris. En general, les manifestacions orals més freqüents de neutropènia inclouen úlceres, gingivitis i periodontitis.

## Causes
Les causes de la neutropènia es poden dividir entre els problemes que són transitoris i els que són crònics:
- Neutropènia crònica:
  - Anèmia aplàstica
  - Glicogenosi
  - Síndrome de Cohen
  - Trastorn immunològic congènit
  - Síndrome de Barth
  - Deficiència de vitamina B₁₂
  - Síndrome de Pudlak
- Neutropènia transitòria:
  - Infecciosa:
    - Febre tifoide
    - Tuberculosi
    - Citomegalovirus

  - Farmacològica
    - Propiltiouracil
    - Levamisol
    - Penicil·lamina
    - Trimetoprim/sulfametoxazole
    - Clozapina
    - Valproat[6]

## Signes i símptomes
Són febre, odinofàgia, dolor a les genives, abscessos de la pell i otitis. Sovint hi ha una infecció En infants hi pot haver irritabilitat i desnutrició.

## Classificació
L'interval de referència generalment acceptat per al recompte absolut de neutròfils (RAN) en adults és de 1500-8000 cèl·lules per microlitre de sang. Tres directrius generals s'utilitzen per classificar la gravetat de la neutropènia basat en el RAN(expressades a continuació en cèl·lules/µl):
| Grau    | Valors             | Risc d'infecció |
| ------- | ------------------ | --------------- |
| Lleu    | 1000 ≥ RAN < 1.500 | Mínim           |
| Moderat | 500 ≥ RAN < 1.000  | Moderat         |
| Greu    | RAN < 500          | Greu            |